# Kakching
Kakching är en stad i den indiska delstaten Manipur, och tillhör distriktet Thoubal. Folkmängden uppgick till 32 138 invånare vid folkräkningen 2011, vilket gör den till delstatens tredje största stad.